# Фатіма Джинна
Фатіма Джинна (англ. Fatima Jinnah; 30 липня 1893 — 8 липня 1967) — молодша сестра Мухаммада Алі Джинни (засновника Пакистану та активної політичної фігури в русі за незалежність від британського панування). Вона відома в Пакистані під прізвиськами Хатун-е-Пакистан («Леді Пакистану») та Мадар-і-Міллат («Мати нації»). Була активним учасником Пакистанського руху та основним організатором Всеіндійської мусульманської федерації жінок-студентів. Після утворення Пакистану та смерті її брата залишалася активним учасником у політичному житті країни.

## Біографія
Фатіма Джинна народилася Карачі 30 липня 1893 року. Її знаменитий брат став опікуном Фатіми після смерті батька в 1901 році. Вона вступила до монастиря Бандра у Бомбеї у 1902 році. 1919 року Фатіма продовжила навчання в медичному університеті в Калькутті. У 1923 році вона відкрила медичну клініку у Бомбеї.
У 1947 році Фатіма Джинна сформувала Жіночий комітет з надання допомоги, який пізніше склав ядро для Всепакистанської асоціації жінок . Вона також відігравала значну роль у врегулюванні проблем мухаджирів у новій державі Пакистану. Жила з братом аж до його смерті у 1948 році.
У 1960-х роках Джинна повернулася на авансцену політичного життя, коли балотувалася в президенти Пакистану як кандидат від коаліції опозиційних партій. Вона назвала свого суперника у боротьбі за президентське крісло, генерала Айюб Хана — диктатором. На мітинг на знак підтримки Фатіми прийшло 250 000 людей у Дакці. Мітингувальники вітали її як матір нації. Джинна програла вибори Айюб Хану, завоювавши більшість голосів у деяких провінціях. Вибори президента не відповідали міжнародним стандартам, на думку багатьох істориків, вони були сфальсифіковані на користь Айюб Хана.

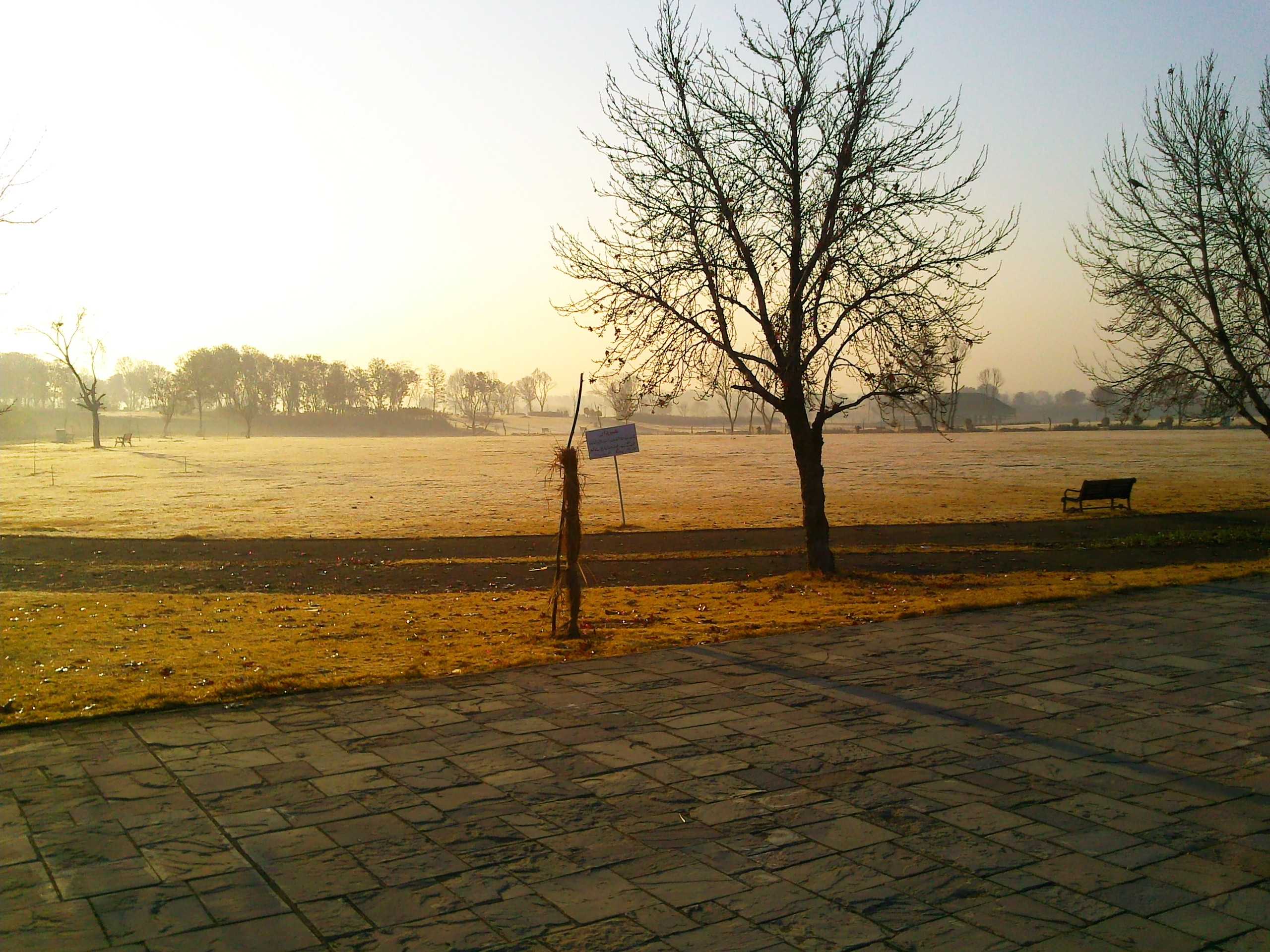
Парк ім. Фатіми Джинни в Ісламабаді

Будучи сестрою Мухаммеда Алі, вона була в пошані і стала символом демократичних устремлінь народу. 1965 року Фатіма Джинна знову вирішила балотуватися на пост президента. Вона кинула виклик чинному президенту Айюб Хану у непрямих виборах, опозиційні партії обрали Фатіму Джинну як свого кандидата.
Вибори відбулися 2 січня 1965 року. На посаду президента претендували: Айюб Хан, Фатіма Джинна та ще два політики, які не мали партійної приналежності. Був короткий період виборчої кампанії терміном на один місяць, за підсумком Колегією виборців було обрано Мухаммеда Айюба Хана.
Фатіма Джинна загинула у Карачі 8 липня 1967 року. Офіційною причиною смерті була названа серцева недостатність, але ходять чутки, що вона була вбита тим же угрупуванням, що вбила Ліаката Алі Хана. У 2003 році племінник Мухаммеда Алі Джинни, Акбар Пірбхай, зробив заяву, що Фатіма Джинна була вбита.